# Ediz Bahtiyaroğlu
Pour les articles homonymes, voir Bahtiyaroğlu.
Ediz Bahtiyaroğlu ou Edis Bahtijarević (né le 2 janvier 1986 à Bursa en Turquie et mort le 5 septembre 2012 à Eskişehir en Turquie) était un footballeur turc d'origine bosniaque. Il évoluait au poste défenseur central. Sa dernière équipe était Eskişehirspor.

## Biographie
Il joue 11 fois pour la Turquie Espoirs. 
En janvier 2010, il a été confirmé par Safet Sušić, qu'il a contacté Ediz Bahtiyaroğlu quant à la possibilité de jouer pour la Bosnie-Herzégovine. Cependant, celui-ci décède avant même de pouvoir représenter la  Bosnie-Herzégovine. En effet le 5 septembre 2012, il meurt à Eskişehir d'une crise cardiaque.